# Contea di Houston (Tennessee)
La contea di Houston (in inglese Houston County) è una contea dello Stato del Tennessee, negli Stati Uniti. La popolazione al censimento del 2000 era di 8 088 abitanti. Il capoluogo di contea è Erin.